# Franz Engels
Franz Engels war ein deutscher Landespolitiker der CDU und in der ersten Ernennungsperiode vom 2. Oktober bis zum 19. Dezember 1946 Mitglied des ernannten Landtages von Nordrhein-Westfalen.
Engels war von Beruf Landwirt und lebte in Roisdorf. Weitere Lebensdaten sind nach Recherchen des Landtages unbekannt.

## Anmerkung
1. ↑  Information erhalten von Marion Konradt, Landtag Nordrhein-Westfalen, Abteilung II Zentrale Dienste, Referat II.1 Presse- und Öffentlichkeitsarbeit, 14. Januar 2016.

| Personendaten    | Personendaten                  |
| ---------------- | ------------------------------ |
| NAME             | Engels, Franz                  |
| KURZBESCHREIBUNG | deutscher Politiker (CDU), MdL |
| GEBURTSDATUM     | vor 1946                       |
| STERBEDATUM      | nach 1946                      |